# U-23サッカーイラク代表
U-23サッカーイラク代表（アンダー23サッカーイラクだいひょう）は、イラクサッカー協会によって編成される、イラクのサッカーの23歳以下のナショナルチームである。
23歳以下の選手を対象とするオリンピックに出場するためのチームである。そのため、オリンピックの前年にはU-22サッカーイラク代表、そのさらに前年にはU-21サッカーイラク代表と呼称が変わる。

## 成績

### オリンピック
- 1992 - 予選敗退
- 1996 - 予選敗退
- 2000 - 予選敗退
- 2004 - 4位
- 2008 - 予選敗退
- 2012 - 予選敗退
- 2016 - グループリーグ敗退
- 2020 - 予選敗退
- 2024 - グループリーグ敗退

### AFC U-23選手権
- 2013 - 優勝
- 2016 - 3位
- 2018 - ベスト8
- 2020 - グループリーグ敗退
- 2022 - ベスト8
- 2024 - 3位

### アジア競技大会
- 2002 - 不参加
- 2006 - 準優勝
- 2010 - 不参加
- 2014 - 3位
- 2018 - 出場辞退